# Camilla Forcinella
Camilla Forcinella, née le 22 juin 2001 à Trente, est une footballeuse internationale italienne évoluant au poste de gardienne de but à la Juventus FC.